# Dialeurodes pseudocitri
Dialeurodes pseudocitri là một loài côn trùng cánh nửa trong họ Aleyrodidae, phân họ Aleyrodinae.
Dialeurodes pseudocitri được Takahashi miêu tả khoa học đầu tiên năm 1942.